# Happy New Year – Herzensdiebe
Happy New Year ist ein Bollywoodfilm aus dem Jahre 2014 mit Deepika Padukone, Shah Rukh Khan und Abhishek Bachchan in den Hauptrollen. In dem Film führt Farah Khan Regie, die zuvor auch bei Blockbustern wie Main Hoon Na und Om Shanti Om Regie führte. Der Film kam kurz nach dem Indienstart in die deutschen und österreichischen Kinos, in Originalfassung mit deutschem Untertitel. Seit dem 20. März 2015 ist Happy New Year in deutscher Synchronfassung von Rapid Eye Movies auf DVD und Blu-Ray erhältlich. Am 26. Juli 2015 kam Happy New Year in gekürzter Fassung auf dem deutschen Sender RTL2. Happy New Year hat in der indischen Geschichte die höchsten Einnahmen am Eröffnungstag.

## Handlung
Chandramohan Sharma, besser bekannt als Charlie, ist ein Straßenkämpfer, der sich an Charan Grover für seinen Vater rächen möchte. Er hat einen genialen Plan, wie er die Shalimar Diamanten von Grover stehlen kann. Um diesen Plan auszuführen, braucht er aber ein Team. Sein Freund Jagmohan Prakash, besser bekannt als Jag, den er seit Kindheitstagen kennt, ist ein Bombenexperte. Der Tresorknacker Temhaton „Tammy“ Irani, der beste Freund von Charlies Vater, ist auch mit von der Partie. Jags Neffe Rohan Singh ist Hacker und schließt sich dem Team ebenfalls an. Nachdem Charlie bemerkt, dass er den Fingerabdruck von Grovers Sohn, Vicky Grover, braucht, holt er sich Vickys Doppelgänger Nandu mit an Bord. Alle sind in den Plan eingeweiht, doch sie haben ein Problem. Sie müssen bei der Tanzshow World Dance Championship teilnehmen, weil die Shalimar im Atlantis Hotel aufbewahrt werden, und sie können nur zur gleichen Zeit rein, wenn sie teilnehmen. So sehr sie es auch versuchen, tanzen können sie nicht. Im Nachtclub treffen sie auf Mohini Joshi. Sie soll dem Team beibringen, wie man tanzt, aber sie erzählen ihr nichts von ihrem Vorhaben. Während der Tanzstunden verlieben sich Mohini und Charlie ineinander.
Das Team schafft es in das Viertelfinale, das in Dubai stattfindet, obwohl das Publikum und Grover das Team nicht ausstehen können. Sie werden das Team Indien. Doch der Plan muss geändert werden, weil unerwarteterweise die Shalimar Diamanten später eintreffen als erwartet.
Charlie rettet während des Auftritts einem Rivalen das Leben und die Gruppe kommt dadurch ins Finale. 
Mohini erfährt von dem Plan und will das Team verlassen. Charlie erklärt ihr, aus welchem Grund er das macht. Er beichtet ihr, dass sein Vater Selbstmord begangen hat, da Grover ihn einen Dieb nannte und somit seinen Ruf zerstörte. Mohini entscheidet sich dafür, den fünf Jungs zu helfen. In der Finalenacht verläuft alles wie geplant und sie stehlen die Diamanten. Mohini bemerkt, dass niemand aus dem Team für die Performance auf der Bühne ist, und entscheidet sich allein vor das Publikum zu treten, da sie ihr Land nicht im Stich lassen möchte. Rohan hilft ihr. Tammy, Nandu und Jag folgen und lassen Charlie allein. 
Während der Performance macht Charlie einen unerwarteten Einsatz und das Team schneidet besonders gut ab. Als Grover bemerkt, dass die Shalimar Diamanten verschwunden sind, beschuldigt er sofort Charlies Team. Aber das Team ist auf der Bühne und tanzt. Wie erwartet, wird Grover verhaftet. Team Indien gewinnt die World Dance Championship 2014. Während Grover von der Polizei abgeführt wird, enthüllt Charlie ihm, wer er in Wirklichkeit ist und dass er das alles für seinen Vater gemacht hat. Der Film endet damit, dass Mohini eine Tanzschule eröffnet und Charlie ihr einen Antrag macht.

## Musik
| #  | Lied                     | Sänger                                                                                 | Länge |
| -- | ------------------------ | -------------------------------------------------------------------------------------- | ----- |
| 1  | India Waale              | Vishal Dadlani, K.K., Shankar Mahadevan, Neeti Mohan                                   | 3:58  |
| 2  | Manwa Laage              | Arijit Singh, Shreya Ghoshal                                                           | 4:31  |
| 3  | Satakli                  | Sukhwinder Singh                                                                       | 3:43  |
| 4  | Lovely                   | Kanika Kapoor, Ravindra Upadhyay, Miraya Varma, Fateh                                  | 3:41  |
| 5  | World Dance Medley       | Neeti Mohan, Vishal Dadlani, Sukhwinder Singh, K.K., Shankar Mahadevan, Shah Rukh Khan | 5:23  |
| 6  | Nonsense Ki Night        | Mika Singh                                                                             | 3:03  |
| 7  | Dance Like A Chammiya    | Sunidhi Chauhan, Vishal Dadlani                                                        | 3:32  |
| 8  | Sharabi                  | Manj Musik, Nindy Kaur, Vishal Dadlani, Vishal-Shekhar                                 | 4:21  |
| 9  | Indiawaale (Electronic)  | Neeti Mohan, Vishal Dadlani, K.K., Shankar Mahadevan                                   | 4:26  |
| 10 | The Heist (Instrumental) | Instrumental                                                                           | 1:57  |
| 11 | Kamlee                   | Kanika Kapoor, Ravindra Upadhyay, Fateh, Miraya Varma                                  | 3:44  |

## Auszeichnungen
Shah Rukh Khan gewann in zwei Kategorien den Stardust Award; Bester Action Film und Star des Jahres
Die Regisseurin Farah Khan gewann den Stardust Award für Traum Regisseur.